# Brasenføde-ordenen
Brasenføde-ordenen (Isoetales) er en orden med kun én familie, den nedennævnte. Alle beskrivelser er derfor ens for både orden og familie - samt for den sags skyld slægten Brasenføde.
| Beskrevne familier |

- Brasenføde-familien (Isoetaceae)

| Uddøde familier |

- Chaloneriaceae
- Nathorstianaceae